# Alekseï Jadov
Alekseï Semionovitch Jadov (en russe : Алексей Семёнович Жадов), né Jidov (Жидов) le 30 mars 1901 et décédé le 10 novembre 1977, est un militaire soviétique. Général de l'Armée rouge pendant la Seconde Guerre mondiale, il fut distingué par le titre de héros de l'Union soviétique.

## Biographie
Alekseï Jadov est né en 1901 à Nikolski, un village du gouvernement d'Orel. Il s'engagea dans l'Armée rouge en 1919, et participa aux combats de la guerre civile. En 1921, il adhéra au Parti communiste (b). Il resta ensuite dans l'armée en approfondissant sa formation, notamment à l'Académie militaire Frounzé dont il sortit diplômé en 1934.
Après l'invasion de l'Union soviétique par l'Allemagne nazie, il commanda d'abord le 4e corps aéroporté, puis en août 1941, il devint chef d'état-major de la 3e armée (front central et front de Briansk) et participa à la bataille de Moscou. Au cours de l'été 1942, il commanda le 8e corps de cavalerie, toujours dans le front de Briansk.
En octobre 1942, il reçut le commandement de la 66e armée. Conjointement avec les 24e et 1re armées de la Garde, la 66e armée se distingua à l'automne de 1942 en effectuant plusieurs attaques contre le flanc allemand, au nord de Stalingrad. La 66e armée participa alors à l'encerclement de la 6e armée allemande qui aboutit à sa capitulation à Stalingrad. Le 5 mai 1943, en raison de la bravoure et des capacités militaires dont elle fit preuve lors de la bataille de Stalingrad, la 66e armée devint la 5e armée de la Garde.
Le 25 novembre 1942, le général Jidov changea son nom en Jadov.
La 5e armée de la Garde participa ensuite, en collaboration avec la 5e armée blindée de la Garde du général Pavel Rotmistrov, à une attaque massive sur Prokhorovka, point-clé dans la bataille de Koursk. Elle participa ensuite à la libération de l'Ukraine.
Le général Jadov se vit décerner le titre de Héros de l'Union soviétique, le 6 avril 1945.
Après la guerre, il fut nommé commandant adjoint d'une formation de combat de la Force terrestre . En 1950, il sortit diplômé de l'académie militaire supérieur de l'état-major. Entre 1950 et 1954, il dirigea l'Académie militaire Frounzé, puis fut promu général d'armée en 1955. Entre 1956 et 1964, il fut député du Soviet suprême de l'Union soviétique et premier vice-commandant de la Force sol. En 1964, il devint inspecteur en chef adjoint du ministère de la Défense.
Le général Jadov est décédé le 10 novembre 1977. Il est enterré au cimetière de Novodevitchi, à Moscou.

## Promotions
- 4 juin 1940 : major-général
- 27 janvier 1943 : lieutenant-général
- 25 septembre 1944 : colonel-général
- 8 août 1955 : général d'armée

## Décorations
- Héros de l'Union soviétique le 6 avril 1945 (médaille no 4601)
- Trois fois l'ordre de Lénine
- Ordre de la révolution d'Octobre
- Cinq fois l'ordre du Drapeau rouge
- Ordre de Souvorov de 1re classe
- Ordre de Koutouzov de 1re classe
- Ordre de l'Étoile rouge
- Ordre du Service pour la Patrie dans les Forces armées de 3e classe
- Ordre du Lion blanc
- Croix de guerre 1939-1945
- Legion of Merit (1945)

et de nombreuses médailles.